# Mateo Sanguinetti
Pour les articles homonymes, voir Sanguinetti.
Pas d'image ? Cliquez ici

a Compétitions nationales et continentales officielles uniquement.

b Matchs officiels uniquement.
Dernière mise à jour le 22 juin 2024.
Mateo Sanguinetti, né le 26 juillet 1992 à Montevideo (Uruguay), est un joueur international uruguayen de rugby à XV évoluant au poste de pilier.

## Carrière

### En club
Mateo Sanguinetti commence le rugby avec le Los Cuervos Rugby, un club amateur de sa ville natale disputant le championnat d'Uruguay.
Il quitte son pays natal en 2019 pour rejoindre le club américain des Sabercats de Houston qui évolue en Major League Rugby,. Il dispute huit rencontres avec cette équipe.
En 2020, il rejoint la franchise professionnelle uruguayenne de Peñarol Rugby dans le nouveau championnat continental appelé Súper Liga Americana de Rugby. Il n'a le temps de disputer qu'une seule rencontre avec sa nouvelle équipe, avant que la saison soit interrompue en raison de la pandémie de Covid-19.
En mai 2020, il signe un contrat de deux saisons avec le club français de RC Massy en Nationale,. En 2022, il participe à l'accession du club francilien en Pro D2, étant notamment titulaire lors la finale gagnée face à Soyaux Angoulême,. Il ne monte cependant pas avec son club, puisqu'il n'est pas conservé au terme de cette saison,.
Il fait par la suite son retour à Peñarol pour la saison 2023 de Súper Rugby Américas. Il fait partie de l'équipe qui remprte le championnat, après une finale gagnée contre les Dogos XV. 

### En équipe nationale
Mateo Sanguinetti joue avec l'équipe d'Uruguay des moins de 20 ans en 2011, disputant le trophée mondial junior. Il joue alors au poste de deuxième ligne.
Il fait ses débuts en équipe d'Uruguay, au poste de pilier, à l'occasion d'un match contre l'équipe du Paraguay le 26 avril 2014 à Asuncion.
Peu après ses débuts internationaux, il fait partie du groupe uruguayen sélectionné par Pablo Lemoine participer à la Coupe du monde en Angleterre. Il dispute quatre matchs dans cette compétition, contre le pays de Galles, l'Australie, les Fidji et l'Angleterre. Placé dans un groupe très difficile, l'Uruguay perd logiquement tous ses matchs et finit à la dernière place de sa poule.
En 2018, il joue le barrage aller-retour contre le Canada dans le cadre des qualifications de la zone Amériques pour la Coupe du monde 2019. Avec deux victoires, sur le score de 29-38 à Vancouver et de 32-31 à Montevideo, l'Uruguay décroche sa qualification pour la Coupe du monde 2019.
En 2019, il est retenu dans la liste de 31 joueurs pour disputer la Coupe du monde 2019 au Japon. Il participe à trois rencontres lors de la compétition, dont la victoire historique de son équipe contre les Fidji le 25 septembre 2019,.
Il est sélectionné dans le groupe uruguayen retenu pour disputer la Coupe du monde 2023 en France. Il est titulaire lors des quatre matchs de son équipe lors de la compétition.

## Palmarès

### En club
- Vainqueur de la Nationale en 2022 avec le RC Massy.
- Vainqueur du Súper Rugby Américas en 2023 avec Peñarol.

## Statistiques internationales
- 88 sélections avec l'Uruguay depuis 2014.
- 15 points (3 essais).

- Participation aux Coupes du monde 2015 (4 matchs), 2019 (3 matchs) et 2023 (4 matchs).